# دی‌اتیل اتر پروکسید
دی‌اتیل اتر پروکسید (به انگلیسی: Diethyl ether peroxide) با فرمول شیمیایی C۴H۱۰O۳ یک ترکیب شیمیایی است. که جرم مولی آن ۱۰۶٫۱۲ g/mol می‌باشد. 